# 全柴交替动力方式

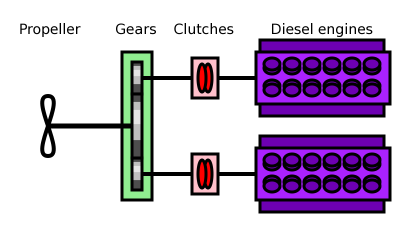
全柴交替动力方式示意图

全柴交替动力方式（英語： 简称：）是一种船舶推进系统，使用两台不同功率的柴油機分别为一根螺旋槳传动轴提供动力。正常情况下使用低功率的柴油机负责巡航，高速行驶时则切换到高功率的柴油机。
类似的系统叫做COGOG。 在这种推进系统中，低速和巡航时使用低功率燃气轮机，高速时使用高功率燃气轮机推进。